# شناسه تماس دریایی

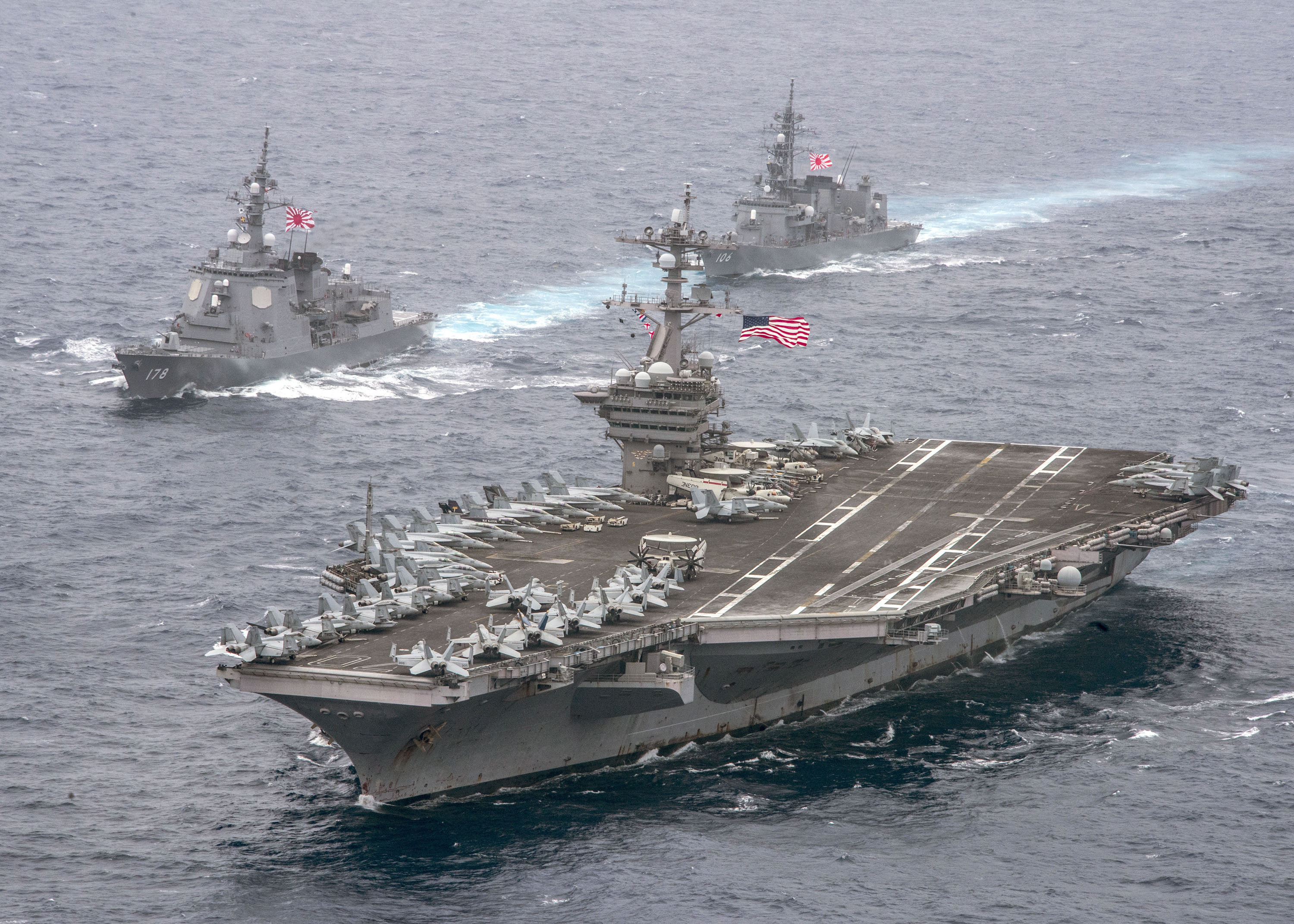
یواس‌اس کارل وینسون و جی‌اس اشیگارا که با نشانک پرچم به‌ترتیب علائم تماس NCVV و JSRA را نشان می‌دهند.

شناسۀ تماس دریایی، شناسۀ تماسی است که به عنوان شناسه‌ای منحصربه‌فرد به کشتی‌ها و قایق‌ها اختصاص داده می‌شود. کلیۀ مخابرات رادیویی باید توسط شناسۀ تماس جداگانه‌ای مشخص شوند. اختصاص این شناسه به شناورهای تجاری و نظامی بر عهدۀ مقامات دولت متبوع آن‌هاست.